# Chraštice
Chraštice é uma comuna checa localizada na região da Boêmia Central, distrito de Příbram. Está localizada nas colinas da Bohemian Central sobre uma colina no lado esquerdo da bacia do rio Sladkovský, entre Praga e Strakonice, indo até à barragem de Orlík.